# Satz von Delobel
Der Satz von Delobel (von Claude Delobel) liefert eine einfache Möglichkeit, um zu überprüfen, ob zwei Fragmente einer Relation in einer Datenbank eine verlustfreie Darstellung der Ausgangsrelation sind. Eine Zerlegung von Relationen ist nötig, um das Entstehen von Anomalien zu vermeiden.

## Formale Darstellung
Gegeben seien die Relation {\displaystyle r:(U\mid F)} und ihre Zerlegung in {\displaystyle r_{1}:(A\mid F_{1})} und {\displaystyle r_{2}:(B\mid F_{2})} mit {\displaystyle U=A\cup B} und {\displaystyle F=F_{1}\cup F_{2}}.
Dann gilt: D ist verlustfrei {\displaystyle \Longleftrightarrow (A\cap B\rightarrow A\in F^{+}} oder {\displaystyle A\cap B\rightarrow B\in F^{+})}.
Letzteres bedeutet, dass die gemeinsamen Attribute {\displaystyle A\cap B} als Fremdschlüssel für eine der beiden Relationen dienen können. Um die Bedingung zu prüfen, müssen nicht alle funktionale Abhängigkeiten {\displaystyle F^{+}} berechnet werden, sondern lediglich die Attributhülle von {\displaystyle A\cap B}, was in Linearzeit möglich ist.

## Beispiel
Die Ausgangsrelation ist definiert als {\displaystyle r:(a,b,c,d,e\mid a\rightarrow bcd,d\rightarrow bce,d\rightarrow e)} mit Zerlegungen
{\displaystyle r_{1}:(a,b,c,d\mid a\rightarrow bcd)} und {\displaystyle r_{2}:(b,c,d,e\mid d\rightarrow bce,d\rightarrow e)}.
Damit verteilen sich die Attribute folgendermaßen:
| Menge | Attribute |
| ----- | --------- |
| B     | b, c, d   |
| A     | a         |
| C     | e         |

Nach Delobel folgt hieraus, dass die Zerlegung verlustfrei ist, wenn gilt {\displaystyle bcd\rightarrow a\in F^{+}} oder {\displaystyle bcd\rightarrow e\in F^{+}}.
Aus {\displaystyle d\rightarrow e\in F^{+}} folgt unmittelbar, dass auch {\displaystyle bcd\rightarrow e\in F^{+}}.